# Arradon
Arradon är en kommun i departementet Morbihan i regionen Bretagne i nordvästra Frankrike. Kommunen ligger i kantonen Vannes-Ouest som tillhör arrondissementet Vannes. År 2022 hade Arradon 5 820 invånare.

## Befolkningsutveckling
Antalet invånare i kommunen Arradon
| Referens: INSEE |